# Otto Dix: The Painter Is the Eyes of the World
Pour plus de détails, voir Fiche technique et Distribution.
Otto Dix: The Painter Is the Eyes of the World  (Otto Dix - Das Auge der Welt) est un film documentaire allemand réalisé par Reiner Moritz, sorti en 1989 et dont le sujet est Otto Dix, peintre de la Nouvelle Objectivité.

## Fiche technique
- Titre français : Otto Dix: The Painter Is the Eyes of the World (titre DVD)
- Titre original : Otto Dix - Das Auge der Welt
- Montage : Dagmar Franke-Sowa, Elke Riemann

## Distribution
- Roland Ehrhardt : lui-même - imprimeur
- Garard Green : lui-même - narrateur
- James Greene : lui-même - narrateur
- Michael Hadley : lui-même - narrateur
- Horst Kempe (de) : lui-même - marchand d'art
- Katharina König : elle-même
- Diana Payan : lui-même - narrateur
- Gerhard Winkler : lui-même - historien de l'art